# 盟軍第1空降軍團
盟軍第1空降軍團（英語：First Allied Airborne Army），是第二次世界大戰期間隸屬於盟軍遠征部隊最高司令部的單位，由所有在西歐的空降部隊組成，有美國的第18空降軍（下轄第17、第82、第101空降師）和第9部隊運輸司令部，英國所有的空降部隊（包含第1和第6空降師），外加波蘭的第1獨立傘降旅。